# 牛鬼蛇神

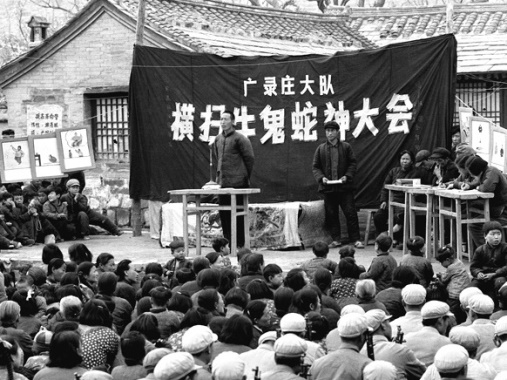

牛鬼蛇神原是道教、佛教術語，说的是阴司的鬼卒、神人等，其實原本都是正面的意思，后成为固定成语，比喻邪恶丑陋之物。
在中国文化大革命中成为专用术语，指要被打倒冲击的人的统称。“牛鬼蛇神”的称谓取代了康生所提出的“黑帮”的称谓。

## 佛教
「牛」頭「鬼」差，參見牛頭馬面。《五苦章句經》：「鬼將名阿傍，牛頭人手，兩足牛蹄，力壯排山，持鋼鐵叉。」
「蛇神」指天龍八部中的「摩睺羅伽」－大蟒蛇神，職責是守衛佛法。

## 文化大革命
毛泽东在其文章、讲话中，曾习用此语：“最近一个时期，有一些牛鬼蛇神被搬上舞台了。”这是指传统戏曲中的鬼戏。后来借指“右派”，如“让牛鬼蛇神都出来闹一闹”、“这不叫诱敌深入，叫自投罗网”。1960年代则进一步泛指敌对势力：“让地、富、反、坏、牛鬼蛇神一齐跑了出来，而我们的干部则不闻不问，有许多人甚至敌我不分……少则几年、十几年，多则几十年，就不可避免地要出现全国性的反革命复辟……”。（1963年）“天下大乱，达到天下大治。过七八年又来一次。牛鬼蛇神自己跳出来。” 语义有对象和宽窄的变化，但都是作为负面社会形象出现的指称符号。
陈伯达于1966年5月31日接管《人民日报》后，口授、修订的第一篇社论（6月1日），就是阐明“文革”目标的《橫掃一切牛鬼蛇神》。文中该词被用于指称“盘据在思想文化阵地上”的“资产阶级的‘专家’、‘学者’、‘权威’、‘祖爷’”，社论指控这些“大大小小的三家村’反党反社会主义黑线”，做“资本主义复辟的梦，……制造复辟舆论……争夺群众，争夺年青一代和将来一代”。这篇社论经中央人民广播电台播出，全国各地主要报刊全文刊载，该词便广为传播，流行于文革全过程。
由于该词本来词义宽泛，未经严格定义，被借作为政治概念，弹性很大，先后经历了许多演变：从最初的黑帮、反动学术权威，很快发展到指称地、富、反、坏、右等黑五类，后来主要指走资派、叛徒、特务等。凡是历次政治运动被打入另册的“反党、反社会主义、反毛泽东思想”分子都是。最后蔓延到只要是造反派、当权者不喜欢或认定应打击的对象，无论你的出身好不好，已否做过历史结论，还是说错了一句话，行为作派与众不同……都可以定为“牛鬼蛇神”。它成为了一张无所不包的天罗地网。对这些人的处理，也象他们罪名的确立一样，随意性较大。因为没有法定的政策界限。轻的被贴大字报、批斗、审查，剃阴阳头，限制人身自由，关进牛棚；重的被迫到五七干校劳动改造，遣送农村落户，注销城市户口，甚至家属亲友也受株连。
据统计，文革中的冤假错案达三百多万件，被投入牛鬼蛇神这张天罗地网里的涉及人数逾千万。进入统计的，都是立过案并有结论的，还有部分未立案、未记入档案的，因此实际人数应当还要多些。

### 引用
1. ↑  郝斌. 《老来忆“牛棚”》//《南方周末》2013年4月11日，版E27
2. ↑  . 中華電子佛典協會.   [2013-05-02]. （原始内容存档于2021-04-10）.
3. ↑  . 峨眉山佛教協會.   [2013-05-02]. （原始内容存档于2021-04-15）.
4. ↑  毛泽东《在中国共产党全国宣传工作会议上的讲话》（1955年3月），见《毛泽东选集》第五卷，p. 416.
5. ↑   《毛泽东给江青的一封信》（1966年）